# Слипченко, Фёдор Фёдорович
Фёдор Фёдорович Слипченко (20 апреля 1924, Гуляйполе, Екатеринославская губерния — 28 декабря 2014, Волгоград) — советский, российский педагог. Народный учитель СССР (1990).

## Биография
Родился 20 апреля 1924 года в посёлке Гуляйполе Екатеринославской губернии в семье казака Фёдора Сергеевича Слипченко.
В 1940 году начал педагогическую деятельность пионервожатым.
После начала войны добровольцем ушёл на фронт. Принимал участие в обороне Крыма, Сталинградской битве, освобождении Севастополя, операции «Багратион».
В 1950—1954 годах обучался на историко-филологическом факультете Сталинградского педагогического института.
Работал учителем истории. В последующем был завучем и директором средней школы № 28 Волгограда, а затем – директором средней школы № 26. На протяжении нескольких лет был заведующим отделом народного образования исполкома  Тракторозаводского районного Совета депутатов трудящихся города Волгограда.
В 1970 году возглавил школу-интернат № 4 Волгограда. В 1988 году она была преобразована в Волгоградскую областную школу-интернат № 4 педагогического профиля, а в марте 1990 года была преобразована в Волгоградский педагогический лицей, став авторской школой Ф. Ф. Слипченко. Помимо стандартных предметов в расписание занятий были включены эстетика, психология, анатомия и физиология, теория и методика воспитательной работы, начальная военная подготовка, сельскохозяйственный труд. Большое внимание уделялось внеурочным занятиям – театральное и изобразительное искусство, хоровое пение и музыка, работе в радиоклубе, спортивной и туристической секциях. Ф. Ф. Слипченко возглавлял созданный им лицей до последнего дня жизни, выпустив за 25 лет работы более 1100 учеников.
Написал более 100 брошюр, нормативные документы и методические разработки по педагогике.
Скончался 28 декабря 2014 года в Волгограде. Похоронен на Димитриевском кладбище.

### Семья
- Дочери — Дубова Вера Фёдоровна, Воскресенская Лариса Фёдоровна и четверо внуков избрали профессию учителя.

## Награды и звания
- Заслуженный учитель школы РСФСР (1981)
- Народный учитель СССР (1990)
- Кандидат педагогических наук[1]
- Орден Отечественной войны II степени (1985)
- Орден Отечественной войны I степени (1987)
- Орден Дружбы Народов
- Орден Красной Звезды
- Орден Почёта (Россия)
- Орден Богдана Хмельницкого III степени
- Орден Славы III степени
- Орден Александра Невского[2]
- Орден Мужества
- медаль «За отвагу»
- Медаль «За оборону Кавказа»
- Медаль «За оборону Севастополя»
- Медаль «За оборону Сталинграда»
- Медаль «За боевые заслуги»
- Медаль «За победу над Германией в Великой Отечественной войне 1941—1945 гг.»
- Значок «Отличник народного просвещения РСФСР» (1969)
- Заслуженный педагог Волгоградской области
- Почётный член Петровской академии наук и искусств (1998)
- Почётный гражданин Волгограда (1996)
- Почётный гражданин Серебряно-Прудского района Московской области

## Память
Имя Ф. Ф. Слипченко было присвоено Волгоградскому педагогическому лицею-интернату.